# Сан Венанцо (Мачерата)
Сан Венанцо је насеље у Италији у округу Мачерата, региону Марке.
Према процени из 2011. у насељу је живело 70 становника. Насеље се налази на надморској висини од 556 м.